# Clohars-Carnoët
Clohars-Carnoët (bretonisch Kloar-Karnoed) ist eine französische Gemeinde im Département Finistère mit 4701 Einwohnern (Stand 1. Januar 2022).

## Lage
Der Ort befindet sich im Süden der Bretagne an der Atlantikküste. Clohars-Carnoët ist die südlichste Gemeinde des Départements Finistère.
Quimperlé liegt acht Kilometer nördlich, Lorient 16 Kilometer südöstlich, Quimper 44 Kilometer nordwestlich und Paris etwa 450 Kilometer nordöstlich (Angaben in Luftlinie). Er ist zugleich die südlichste Gemeinde des Départements und wird durch den Ästuar Laïta vom benachbarten Département Morbihan getrennt.

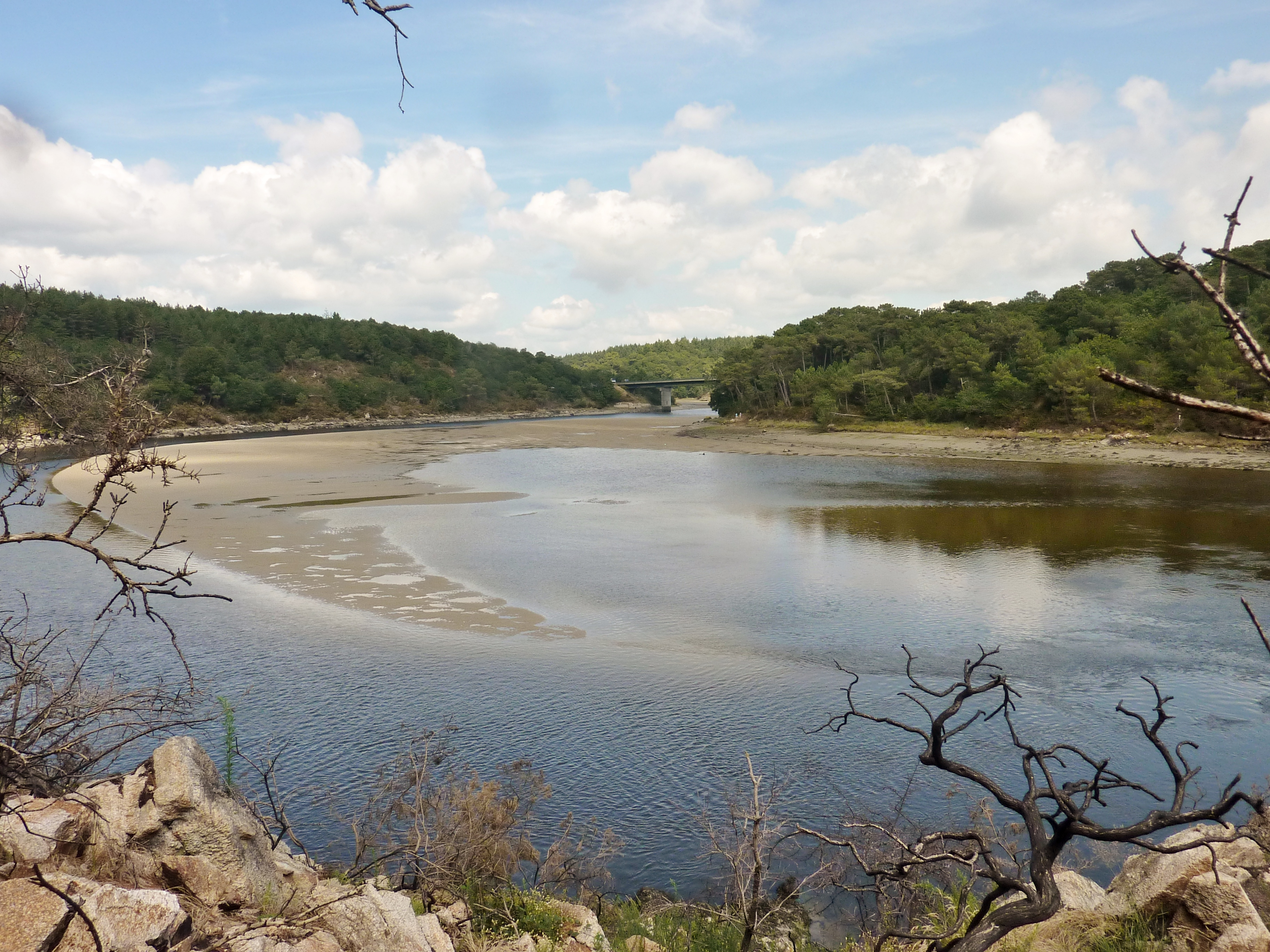
Laïta-Mündung

Zu Clohars-Carnoët gehören zwei kleine Häfen, nämlich Le Pouldu im südlichsten Teil an der Laïta-Mündung und Doëlan an einer Bucht an der nördlichen Gemeindegrenze zu Moëlan-sur-Mer. Insbesondere in den Küstenorten spielt der Tourismus eine wesentliche Rolle.

## Verkehr
Bei Quimperlé und Lorient befinden sich die nächste Abfahrten an der Schnellstraße E 60 (Brest–Nantes) und Regionalbahnhöfe an der überwiegend parallel verlaufenden Bahnlinie.
Der nächste Regionalflughafen ist der Aéroport de Lorient Bretagne Sud bei Lorient.

## Bevölkerungsentwicklung
| Jahr                       | 1962 | 1968 | 1975 | 1982 | 1990 | 1999 | 2010 | 2017 |
| Einwohner                  | 3919 | 3539 | 3284 | 3406 | 3678 | 3867 | 4057 | 4133 |
| Quellen: Cassini und INSEE |      |      |      |      |      |      |      |      |

## Sehenswürdigkeiten
- ehemalige Abtei Saint-Maurice

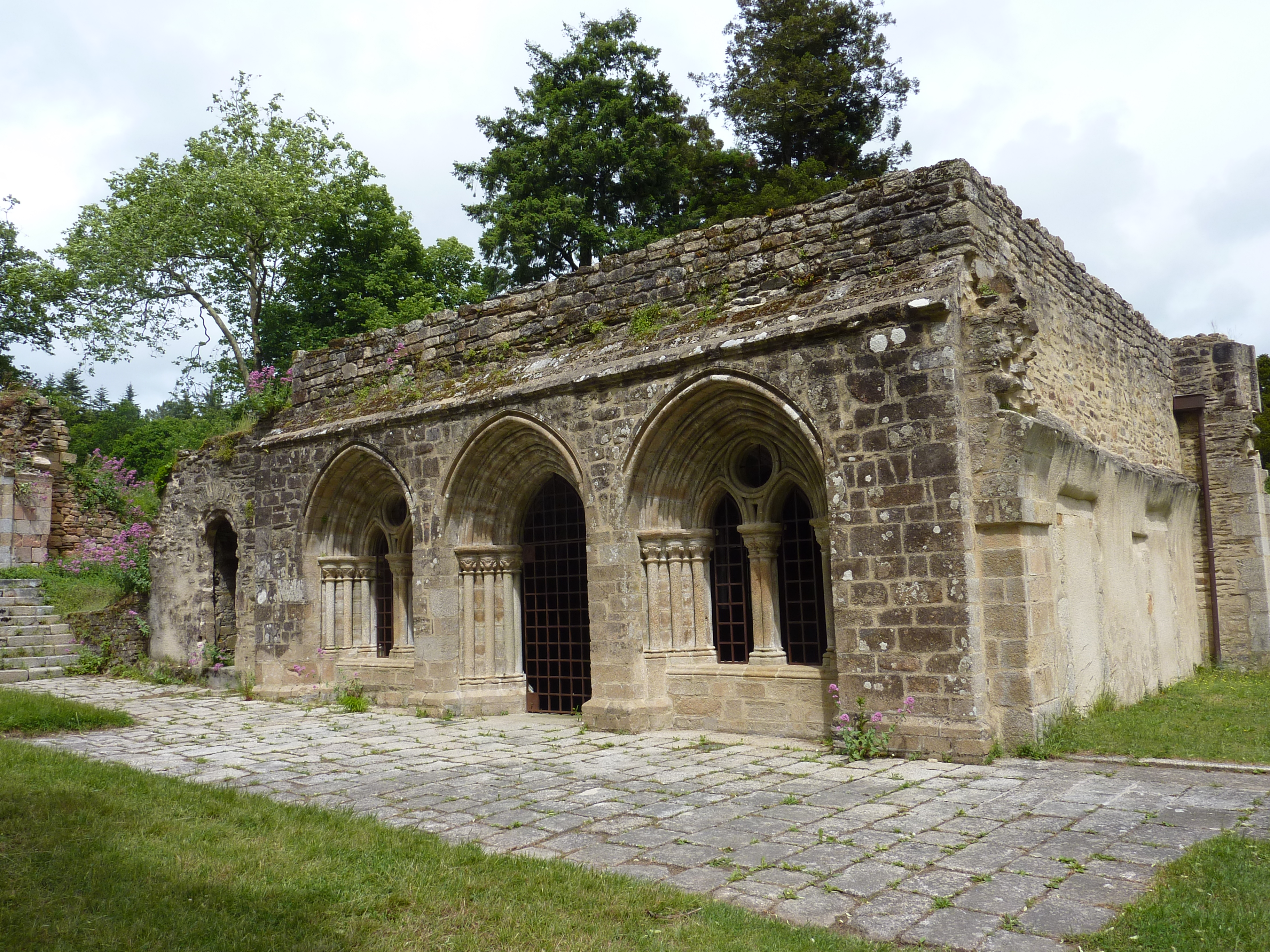
Ehemalige Abtei Saint-Maurice

Siehe auch: Liste der Monuments historiques in Clohars-Carnoët

## Partnerschaften
Clohars-Carnoët ist durch Partnerschaften verbunden mit der spanischen Gemeinde Nava (Asturien) und dem irischen Dunmore East.

## Persönlichkeiten
- Der französische Maler Pierre Tal-Coat (1905–1985) wurde in Clohars-Carnoët geboren.
- Der deutsche Journalist Hans Habe (1911–1977) hält sich im Frühjahr 1939 mit seiner baskischen Geliebten Wanda, einer Nichte des französischen Journalisten Jacques Laparra, in einem Ferienhaus in Le Pouldu auf.[1]
- Einige Künstler der Schule von Pont-Aven wie Paul Gauguin (1848–1903) und Charles Laval (1862–1994) arbeiteten und lebten auch in Le Pouldu.